# Coelichneumon maurus
Coelichneumon maurus är en stekelart som först beskrevs av Cresson 1864.  Coelichneumon maurus ingår i släktet Coelichneumon och familjen brokparasitsteklar. Inga underarter finns listade i Catalogue of Life.